# 博內利蘭丁 (亞利桑那州)
博內利蘭丁（英語：Bonelli Landing）是位於美國亞利桑那州莫哈維縣的一個非建制地區。該地的面積和人口皆未知。

## 地理
博內利蘭丁的座標為36°05′00″N 114°28′55″W / 36.08333°N 114.48194°W，而該地的平均海拔高度為370米（即1230英尺）。